# Balkányi Szabó Lajos
Balkányi Szabó Lajos (Mihálydi, 1823. április 5. – Debrecen, 1889. szeptember 24.) magyar ügyvéd, költő.

## Élete
Nemesi szülőktől származott, akiknek Balkányban volt birtokuk. Debrecenben a református főiskolában jogot tanult, majd tanulmányai befejezése után, 1843-ban táblai jegyző lett Pozsonyban. Ügyvédi oklevelét 1845-ben szerezte Pesten. 1848-ban tíz hétig mint nemzetőr szolgált a szabadságharcban. 1850-ben Debrecenben nyitott ügyvédi irodát. 1867. májusban ugyanott városi törvényszéki bíróvá választották, és e minőségben működött 1871 végéig. 1872 elején debreceni királyi aljárásbíróvá nevezték ki. 1886-ban nyugalomba vonult.
Népies elbeszélő költeményben énekelte meg, hogyan szerzi vissza Bojt vitéz Lehel vezér kürtjét a német császártól (Lehel kürtje). A Magyar ősmesékben a magyarok képzelt őstörténetét foglalta versekbe. Balkányi Szabó néhány dalát még ma is éneklik (Káka tövén költ a ruca, Kossuth Lajos azt üzente, bár mindkét mű eredete vitatott).

## Munkái
- Lehel kürtje. Hős rege 12 énekben. Debrecen, 1850. (2. kiadása 1868-ban ugyanott, képekkel.)
- Utazás a másvilágon. Költői elbeszélés tiz énekben. Debrecen, 1854. (2. kiadása 1868-ban ugyanott.) Online
- Lajos pohara, anakreoni danák, három pohárban. Debrecen, 1861.
- Kutasi Pista kulacsa. Néprege. Debrecen, 1871. (Először a Kalauzban jelent meg folytatásokban.[1])
- Magyar ősmesék, mint hitregék a magyar nép ajkáról véve s a világtörténettel egyeztetve, öt kötet. Debrecen, 1860–1875.
- Debrecen helynevei. 100 helynévnek története, szájhagyományi és szónyomozási magyarázata. Debrecen, 1868.